# Automatikgetriebeöl

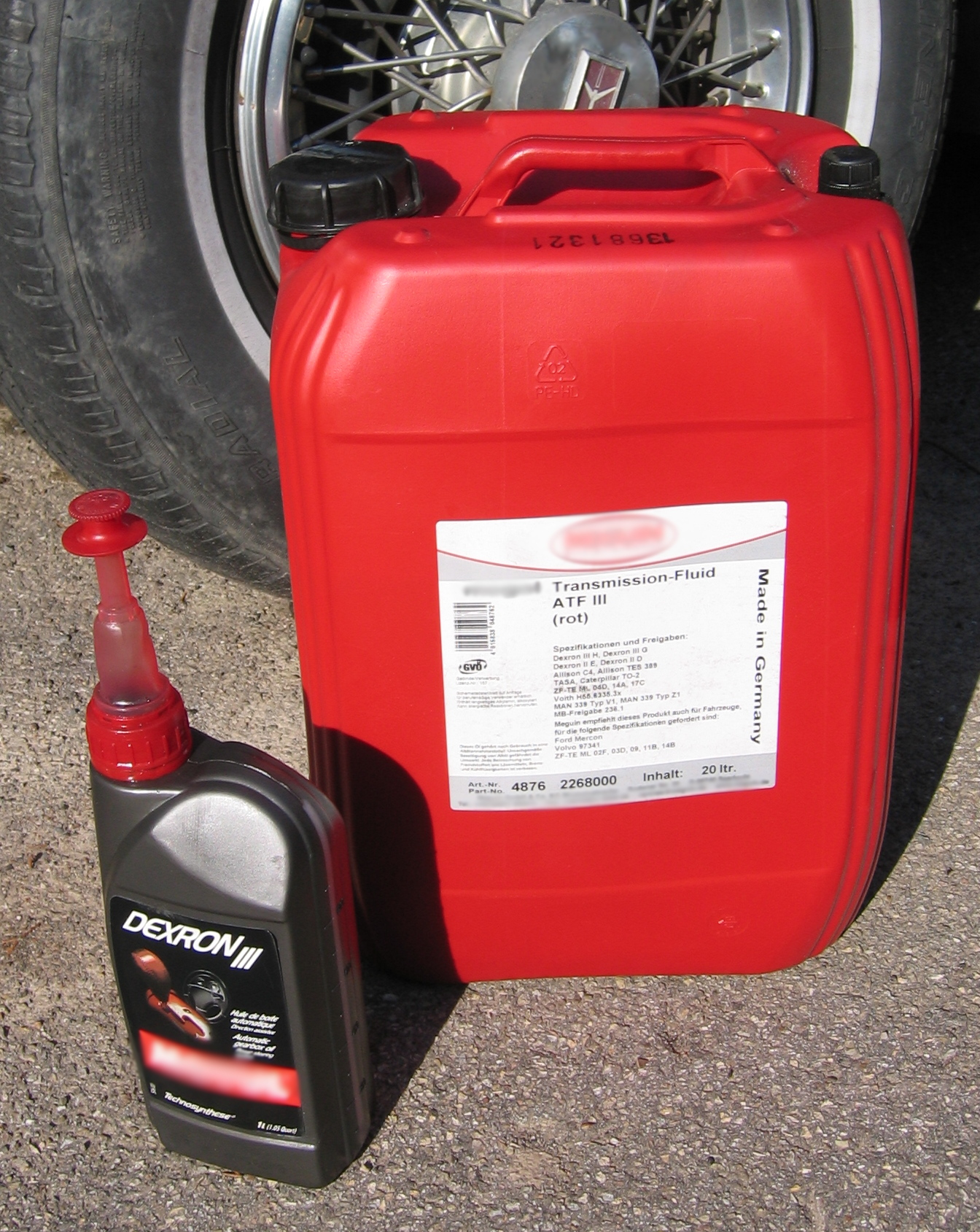
Rot eingefärbtes Automatikgetriebeöl in verschiedenen Gebinden

Automatikgetriebeöl, kurz ATF, ist ein Flüssigkeitsgetriebeöl,  welches in hydraulischen Kupplungen als Kraftübertragungs- und Kühlflüssigkeit sowie in Steuer- und Stellvorrichtungen, als Schmiermittel für Lager und Getriebe eingesetzt wird. Dazu zählen insbesondere Kraftfahrzeuggetriebe und Lenkungen. Flüssigkeitsgetriebeöle sind für die entsprechenden Anforderungen optimiert und weisen definierte technische Merkmale auf.

## Eigenschaften
Flüssigkeitsgetriebeöle müssen kühlen und schmieren, sowie Kraft und Druck übertragen. In automatischen Getrieben muss das Öl gleichzeitig schmieren, aber auch einen gewissen Reibwert aufweisen, denn einerseits müssen alle Lager und Steuerelemente verschleißfrei arbeiten, aber die in automatischen Getrieben vorhandenen Kupplungen dürfen nicht durchrutschen. Die thermischen und mechanischen Anforderungen sind sehr hoch, so muss ein ATF ebenfalls eine hohe Scher- und Oxidationsbeständigkeit aufweisen.
Für den störungsfreien Betrieb eines Getriebes ist es außerdem erforderlich, dass das Öl auch bei niedrigen Temperaturen ausreichend flüssig bleibt damit die Reibscheiben nicht vibrieren oder kleben und die hydraulischen Steuerelemente ebenfalls leicht bewegbar bleiben.
Aufgrund der vielfältigen Anforderungen an ein ATF wird klar, warum kein universelles ATF für alle Einsatzzwecke verwendet werden kann.
Wie alle gebrauchsfertigen Schmierstoffe sind auch ATF für ihren speziellen Einsatzzweck additiviert. Additive sind z. B. Korrosions- und Oxidationsinhibitoren, Detergenzien, Reibungsmodifikatoren und schaumhemmende Polymere. Die Addivierung sorgt dafür, dass das Öl das Getriebe schmieren, kühlen, reinigen und über ein möglichst langes Serviceintervall schützen kann. Getriebehersteller ersteilen meist für einen oder mehrere Schmierstoffe eine Freigabe und empfehlen ein Wechselintervall, welches im Benutzerhandbuch zu finden ist.

## Gängige Automatikgetriebeöle
Es gibt zahlreiche Spezifikationen für Automatikgetriebeöle, darunter die Reihen Dexron (General Motors), Mercon (Ford), Mopar (Chrysler) und Toyota sowie weitere Fahrzeug- und Getriebeherstellerspezifische Standards.

## Geschichte
Von den 1950er bis in die 1970er Jahre enthielt ATF bei einigen Sorten noch Walöl als Friktionsmodulator. Da Walöl bei höheren Temperaturen nicht stabil bleibt, konnte es den steigenden Anforderungen nicht mehr gerecht werden, zudem untersagte man den Walfang zu deren Arterhaltung. Ab DEXRON II-C und II-D ersetzte General Motors das Walöl.